# Saša Kalajdžić
Saša Kalajdžić (serbisch-kyrillisch Саша Калајџић; * 7. Juli 1997 in Wien) ist ein österreichischer Fußballspieler.
Ursprünglich Mittelfeldspieler, wird er seit 2016 als Stürmer eingesetzt. Er spielte in der Jugend bei verschiedenen Wiener Vereinen und setzte sich dann beim Vorortverein Admira Wacker Mödling im Profifußball durch. Im Sommer 2019 wechselte er nach Deutschland zum VfB Stuttgart. Seit Sommer 2022 steht er beim Premier-League-Team Wolverhampton Wanderers unter Vertrag. Mit der österreichischen U21-Nationalmannschaft nahm er 2019 an der Europameisterschaft jener Altersklasse teil. Im Oktober 2020 spielte er erstmals für die A-Nationalmannschaft.

## Karriere

### Verein

#### Anfänge
Im Alter von sieben Jahren begann Kalajdžić bei der SV Donau Wien im Stadtteil Kaisermühlen im Osten der Stadt mit dem Fußballspielen. Nach zwei Jahren wechselte er zum SR Donaufeld Wien im benachbarten Stadtteil Donaufeld. Vier Jahre später, im Jahr 2010, kam der nun 13-Jährige in die Jugend des seinerzeit zweitklassigen First Vienna FC auf der anderen Seite der Donau. 2014 kehrte er zu Donaufeld zurück, spielte dort überwiegend in der U18-Mannschaft, kam aber auch direkt zu einigen Einsätzen für die Kampfmannschaft, zunächst lediglich in Freundschaftsspielen, im Frühjahr 2015 aber auch zu zwei Kurzeinsätzen in der drittklassigen Regionalliga Ost. Nach langer Abstinenz waren die Donaufelder wieder in die Regionalliga aufgestiegen, dieses Gastspiel dauerte aber nur ein Jahr und als Vorletzter stieg die Mannschaft wieder in die viertklassige Wiener Stadtliga ab. Dort kam der nun 18-Jährige zu weiteren Kurzeinsätzen, spielte zwar zunächst überwiegend in der U23-Mannschaft, doch ab April 2016 eroberte er sich einen Stammplatz in der ersten Mannschaft.

#### FC Admira Wacker Mödling

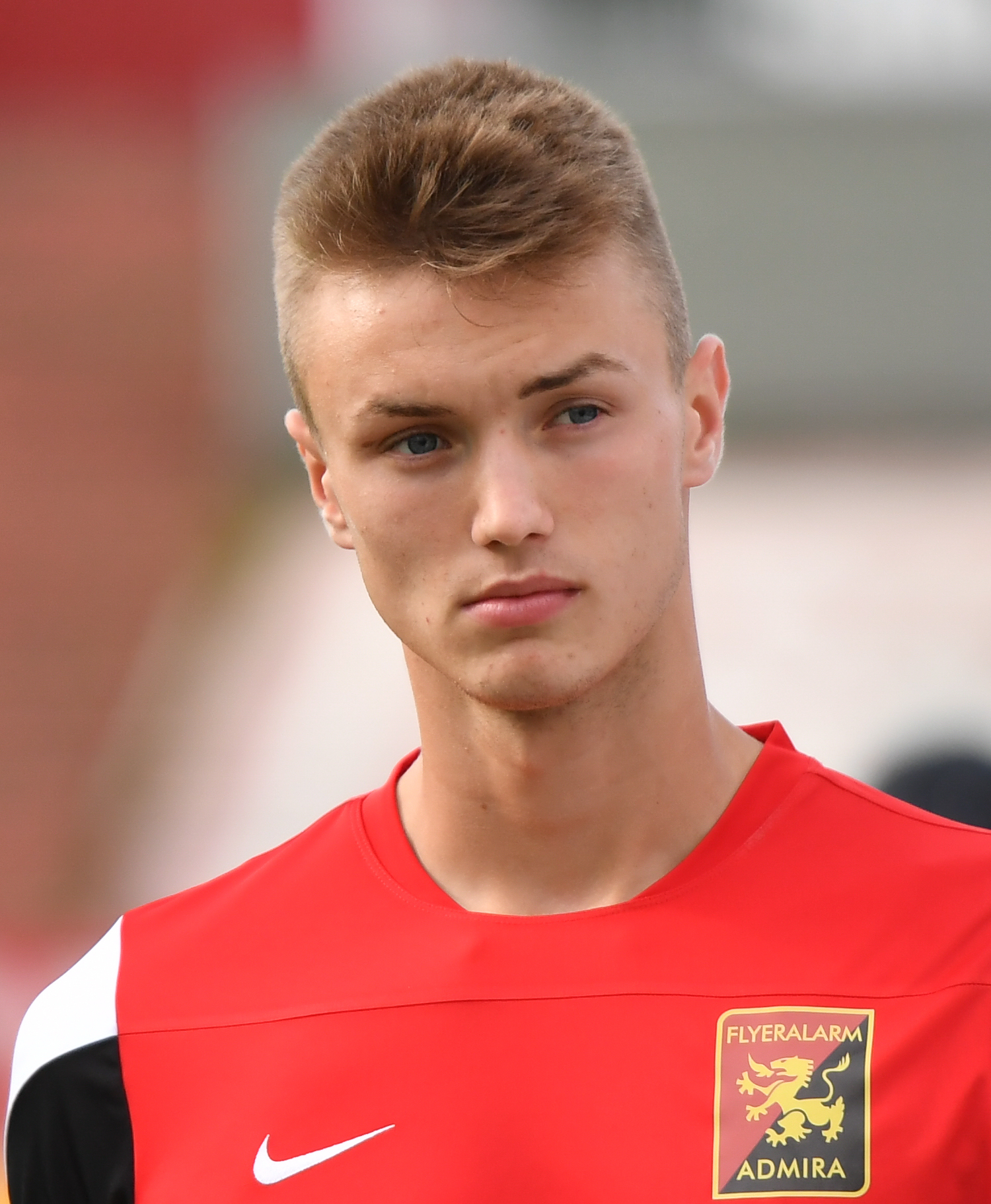
Kalajdžić im Trikot von Admira Wacker (2017)

Sieben Tore in 16 Einsätzen sorgten für ein Interesse des vor den Toren der Hauptstadt beheimateten Bundesligisten FC Admira Wacker Mödling und der Wechsel erfolgte im Sommer 2016. Bei Admira Wacker spielte Kalajdžić zunächst für die Amateurmannschaft in der Regionalliga Ost. Dort hatte er bald einen Stammplatz in der Anfangsformation. Sein Trainer Ernst Baumeister sah Kalajdžić’ Stärken eher im Sturm als im Mittelfeld und stellte ihn daher in vorderster Front auf. Nach Saisonende konnte Kalajdžić auf 27 Spiele und zehn Tore zurückblicken sowie auf einen elften Platz in der Regionalliga Ost. Ab Sommer 2017 kam der hochgewachsene Kalajdžić regelmäßig in der Bundesligamannschaft zum Einsatz, zunächst unter Trainer Damir Burić, der jedoch bald die zweite deutsche Liga der ersten österreichischen vorzog und zur SpVgg Greuther Fürth ging. Nachfolger wurde der Kalajdžić bestens bekannte Ernst Baumeister. Für die Bundesligamannschaft kam Kalajdžić in jener Saison zu einer persönlichen Bilanz von 20 Pflichtspieleinsätzen, vier Toren und sieben Vorlagen, nachdem er sich im März einen Mittelfußbruch zugezogen hatte, der für ihn mit einer mehrmonatigen Pause verbunden war. Die Mannschaft erreichte mit dem fünften Platz sogar die Qualifikation für den Europapokal.
Aufgrund seiner Verletzung verpasste Kalajdžić die beiden letztlich erfolglosen Spiele der 2. Qualifikationsrunde der Europa League gegen ZSKA Sofia und kehrte im September mit einem Kurzeinsatz und einem Tor in die Mannschaft zurück. Bereits im November sorgte das Verletzungspech jedoch für die nächste Zwangspause, diesmal war es ein Riss des Syndesmosebands. Die Rückrunde verlief dann verletzungsfrei und in zwölf Spielen gelangen Kalajdžić sieben Tore; damit trug er maßgeblich zum knapp geschafften Klassenerhalt bei.

#### VfB Stuttgart
Kalajdžić’ Qualitäten wurden auch im Nachbarland wahrgenommen und so wechselte er zur Saison 2019/20 zum gerade in die 2. Bundesliga abgestiegenen VfB Stuttgart, bei dem er einen bis Juni 2023 laufenden Vertrag erhielt. Einen Tag nach seinem Wechsel fuhr er mit seiner neuen Mannschaft, die bereits über zwei Wochen zuvor die Vorbereitung auf die neue Saison begonnen hatte, ins Trainingslager ins schweizerische St. Gallen. Rund zwei Wochen nach seiner Verpflichtung zog er sich eine schwere Verletzung mit Kreuzband-, Innenband- und Außenmeniskusriss am linken Knie zu, die eine zehnmonatige Spielpause nach sich zog. Es dauerte bis Ende Mai 2020, als Saša Kalajdžić zu seinem ersten Pflichtspieleinsatz für den VfB kam, weitere Einsätze bis Saisonende folgten, einmal traf er dabei ins gegnerische Tor und den Stuttgartern gelang die sofortige Rückkehr in die höchste deutsche Spielklasse.
Die Bundesligasaison begann für Kalajdžić recht erfolgreich, bei den ersten drei Spielen erzielte er jeweils ein Tor. Er kam regelmäßig zum Einsatz, teilweise als Einwechselspieler, und im Frühjahr 2021 trat der Mittelstürmer bei gleich sieben Ligaspielen in Folge als Torschütze in Erscheinung. In der Saison 2021/22 fehlte Kalajdžić einen Großteil der Hinrunde verletzungsbedingt und gab erst zum Rückrundenauftakt am 8. Jänner sein Comeback. Vier Wochen später, am 21. Spieltag gegen Eintracht Frankfurt, erzielte er sein erstes Bundesligator seit Mai 2021.

#### Wolverhampton Wanderers
Nach drei Jahren in Deutschland wechselte Kalajdžić im August 2022 nach England zu den Wolverhampton Wanderers, bei denen er einen Vertrag bis Juni 2027 mit Option erhielt. Bei seinem Debüt für die Wolves Anfang September zog er sich aber direkt wieder einen Kreuzbandriss am linken Knie zu.

#### Eintracht Frankfurt
Am 7. Jänner 2024 wechselte er auf Leihbasis bis zum Saisonende zurück in die deutsche Bundesliga zu Eintracht Frankfurt. Für Frankfurt absolvierte er fünf Bundesligaspiele, ehe er sich im Februar 2024 seinen dritten Kreuzbandriss zuzog.

### Nationalmannschaft
Kalajdžić bestritt sechs Spiele für die österreichische U21-Auswahl. Mit ihr nahm er im Sommer 2019 an der U21-Europameisterschaft teil, die in Italien und San Marino ausgetragen wurde. Die Mannschaft schied nach drei Vorrundenspielen aus dem Wettbewerb aus. Kalajdžić wurde beim ersten Spiel eingewechselt und spielte beim letzten Gruppenspiel gegen Deutschland von Beginn an. Der deutsche Torwart Alexander Nübel traf ihn bei einem Abwehrversuch mit dem Knie am Kopf, der Elfmeter wurde von Kevin Danso zum 1:1-Endstand verwandelt. Im September 2020 wurde er erstmals in den Kader der A-Nationalmannschaft berufen. Sein Debüt gab er am 14. Oktober 2020 in der UEFA Nations League gegen Rumänien. Im Mai 2021 wurde er in den vorläufigen Kader Österreichs für die EM 2021 berufen und schaffte es schlussendlich auch in den endgültigen Kader, mit dem er bis zum Achtelfinale kam. Während des Turniers kam er in allen vier Partien Österreichs zum Einsatz, in drei davon wurde er allerdings eingewechselt. Im Achtelfinale gegen Italien erzielte er in der Verlängerung den Treffer zum 1:2-Endstand, wobei er Torwart Gianluigi Donnarumma nach einer Ecke per Kopfball überwand. Dieser Treffer geht als historisch in die Annalen der Squadra Azzurra ein, denn er beendete deren Rekordserie von 1168 Minuten ohne Gegentor. Damit nimmt Saša Kalajdžić einen vergleichbaren Status ein wie Emmanuel Sanon aus Haiti, der bei der Weltmeisterschaft 1974 den italienischen Torhüter Dino Zoff nach 1143 Minuten ohne Gegentor bezwungen hatte.
Da Kalajdžić’ Eltern ethnische Serben sind, gab es auch Kontakte zum serbischen Fußballverband hinsichtlich eines Einsatzes in dessen Nationalmannschaften.

## Erfolge
- Aufstieg in die Bundesliga: 2020

## Persönliches
Seine Eltern sind aus Bosnien und Herzegowina stammende Serben. Sie zogen während des Bosnienkriegs aus ihrer Heimat nach Wien, wo 1997 auch Saša Kalajdžić geboren wurde. Sein Bruder Daniel Kalajdžić (* 2000) spielte unter anderem wie Saša ebenfalls für die Admira in der Bundesliga.